# Петер Ельтер
Петер Ельтер (нім. Peter Elter; нар. 10 червня 1958) — колишній німецький тенісист.
Найвищу одиночну позицію світового рейтингу — 51 місце досяг 18 жовтня 1982, парну — 100 місце — 25 червня 1984 року.
Найвищим досягненням на турнірах Великого шолома було 3 коло в одиночному розряді.

## Фінали ATP за кар'єру

### Одиночний розряд: 3 (3 поразки)
| Результат | W/L | Дата     | Турнір            | Покриття | Суперник         | Рахунок            |
| --------- | --- | -------- | ----------------- | -------- | ---------------- | ------------------ |
| Поразка   | 0–1 | Лис 1979 | Бомбей, Індія     | Ґрунт    | Віджай Амрітрадж | 1–6, 5–7           |
| Поразка   | 0–2 | Бер 1981 | Каїр, Єгипет      | Ґрунт    | Гільєрмо Вілас   | 2–6, 3–6           |
| Поразка   | 0–3 | Тра 1982 | Мюнхен, Німеччина | Ґрунт    | Джін Меєр        | 6–3, 3–6, 2–6, 1–6 |

### Парний розряд: 1 (1 поразка)
| Результат | W/L | Дата     | Турнір             | Покриття | Партнер      | Суперники                          | Рахунок  |
| --------- | --- | -------- | ------------------ | -------- | ------------ | ---------------------------------- | -------- |
| Поразка   | 0–1 | Жов 1983 | Тель-Авів, Ізраїль | Ґрунт    | Петер Фейгль | Колін Даудесвелл Золтан Кухарський | 4–6, 5–7 |